# Stevenston
Stevenston est une ville située dans le Nord Ayrshire en Écosse. Avec un peu plus de 9 000 habitants, elle fait partie des villes majeures de la région avec Irvine et forme avec ses deux villes voisines Ardrossan et Saltcoats une entité appelée « The Three Towns ».

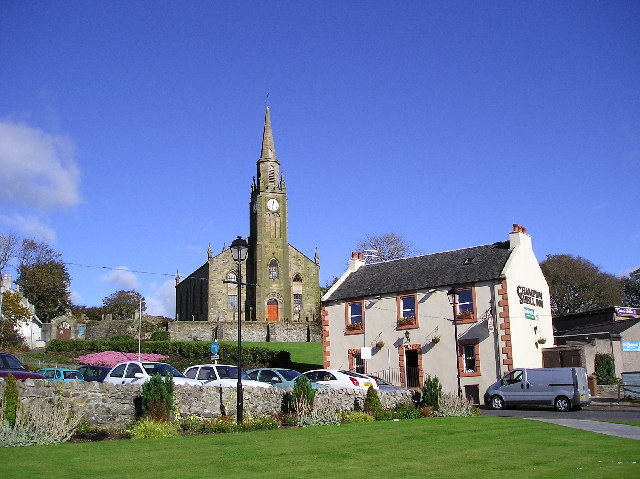
Centre de Stevenston.